# Henry Clay (politikus)
Henry Clay (Hanover megye, 1777. április 12. – Washington, 1852. június 29.) az Amerikai Egyesült Államok szenátora (Kentucky, 1831. november 10. – 1833. március 4.), politikus, jogász, író, az Egyesült Államok képviselőházának tagja (1823. március 4. – 1825. március 4.), az Amerikai Egyesült Államok Kongresszusának képviselőházi elnöke (1823. március 4. – 1825. március 4.), az USA külügyminisztere (1825. március 7. – 1829. március 4.).